# Stefania (geslacht)
Stefania is een geslacht van kikkers uit de familie Hemiphractidae. De soort werd voor het eerst wetenschappelijk beschreven door Juan Arturo Rivero in 1968. De wetenschappelijke geslachtsnaam Stefania is een eerbetoon aan de bioloog Luis Stefani.
Er zijn 19 soorten, inclusief de pas in 2010 beschreven soort Stefania neblinae. Alle soorten komen voor in delen van Noord-Amerika en leven in de landen Brazilië, Guyana en Venezuela.

## Soorten
Geslacht Stefania
- Stefania ackawaio
- Stefania ayangannae
- Stefania breweri
- Stefania coxi
- Stefania evansi
- Stefania ginesi
- Stefania goini
- Stefania marahuaquensis
- Stefania neblinae
- Stefania oculosa
- Stefania percristata
- Stefania riae
- Stefania riveroi
- Stefania roraimae
- Stefania satelles
- Stefania scalae
- Stefania schuberti
- Stefania tamacuarina
- Stefania woodleyi